# Radiotoxizität
Radiotoxizität (lateinisch radius „Strahl“ und Toxizität) ist eine Einflussnahme von Radionukliden auf Lebewesen. Sie ist ein Maß dafür, wie gesundheitsschädlich eine ionisierende Strahlung (Gammastrahlung, Teilchenstrahlung, Elektronenemission) oder ein Nuklid durch die von ihm ausgehende Strahlung bei Aufnahme in den Körper oder bei einer Exposition ist. Der Grad der Radiotoxizität eines Radionuklids wird unter anderem beeinflusst von emittierter Strahlenart und Strahlenenergie, sowie Resorption im Organismus und Verweildauer im Körper (biologische Halbwertszeit).

## Zusammenhang Radioaktivität und Radiotoxizität
Radioaktivität ist die Eigenschaft bestimmter Elemente oder einiger ihrer Isotope, ohne erkennbare Ursache den Atomkern umzuwandeln. Diese Elemente nennt man radioaktiv. Bei diesen Umwandlungen wird ionisierende Strahlung frei.
Der Begriff Radiotoxizität bezieht sich allerdings in der Regel auf Radionuklide und dabei auch nur auf die schädliche Wirkung der von ihnen ausgesendeten Strahlung. Zusätzliche toxische Wirkung durch chemische Reaktionen, beispielsweise im Sinne einer Bleivergiftung bei Aufnahme von radioaktivem Blei, ist damit nicht gemeint. Die Radiotoxizität kann zur Strahlenkrankheit führen.

## Einflussfaktoren

### Energiedosis
Das Ausmaß möglicher Schäden hängt von der absorbierten Strahlungsmenge im Gewebe ab. Die physikalische Einheit dieser Energiedosis ist Gray. Entscheidend für die biologische Wirkung ist weniger die physikalisch leicht messbare Strahlenmenge als, neben der Strahlungsart, auch die unterschiedliche Gewebsempfindlichkeit, der Umstand, ob eine Ganzkörper- oder Teilkörperexposition vorliegt und auch die Dauer der Strahlenexposition wegen der Möglichkeit der Reparatur von Strahlenschäden durch den Organismus. Daher muss die Energiedosis sowohl bezüglich der Strahlungsart als auch bezüglich der Gewebeart gewichtet werden, um Aussagen über die Radiotoxizität treffen zu können. Dazu wurden Strahlungs-Wichtungsfaktoren und Gewebe-Wichtungsfaktoren eingeführt.

### Strahlenart
Alphastrahlung hat nur kurze Reichweite und geringe Eindringtiefe. Bei der Aufnahme in den Körper kommt es aber zu einer sehr hohen Dosis in den Zellen, was mit einem Strahlungswichtungsfaktor von 20 ausgedrückt wird. Alphastrahlung hat also bei Bestrahlung von außen ein geringes schädigendes Potenzial, bei Aufnahme in den Körper ist die Wahrscheinlichkeit von Schädigungen aber sehr hoch. So gilt Polonium 210, ein Alphastrahler, wenn es in den Körper eingebracht wird, als gefährlichstes radioaktives Material überhaupt.
Auch Betastrahlung hat nur eine kurze Reichweite und Eindringtiefe. Dafür hat sie aber ein sehr hohes Ionisationsvermögen. Gerade die geringe Eindringtiefe der Strahlung sorgt bei Aufnahme in den Körper dafür, dass sich dieses Ionisationsvermögen auf ein kleines Gebiet auswirkt und damit starke Schäden bewirken kann.
Gammastrahlung spielt dagegen vor allem bei Exposition von außen eine Rolle, da sie quadratisch mit der Entfernung abnimmt und so bei starken Strahlungsquellen auch über einen größeren Abstand wirkt. Dazu kommt, dass eine Abschirmung gegen Gammastrahlung nur durch einen größeren Aufwand, z. B. mit Bleischürzen bei Röntgenpersonal oder Bleiverkleidung um Röntgenanlagen, möglich ist. Neben der Strahlungsart spielt aber auch die Ionisationsdichte der Strahlung und damit der lineare Energietransfer eine Rolle. Bei weicher Gammastrahlung ist der Anteil der absorbierten Energie größer als bei harter Gammastrahlung. Dem trägt die relative biologische Wirksamkeit Rechnung.

### Gewebeart
Daneben ist aber auch die Art des Gewebes wichtig für die biologische Wirkung, weswegen der Begriff der effektiven Äquivalentdosis eingeführt wurde. Durch Multiplikation der Energiedosis mit einem dimensionslosen Wichtungsfaktor hat man für die Äquivalentdosis die Einheit Sievert eingeführt (oder veraltet Rem, wobei 1 Sv = 100 rem).
So ist die gleiche physikalische Strahlendosis z. B. für Knochen- oder Nervengewebe weniger schädlich als z. B. für sich schnell teilende Gewebe wie Knochenmark oder die Darmschleimhaut. Bei den Keimdrüsen kommt zusätzlich zur akuten bzw. chronischen Toxizität für das Individuum noch der Effekt der Keimbahnmutation mit möglichen Auswirkungen für die Nachkommen hinzu.

### Stoffwechsel
Das Stoffwechselverhalten von Radionukliden hat Einfluss auf das Ausmaß ihrer Radiotoxizität. So reichern sich Isotope des Iods in der Schilddrüse an und verursachen dort eine wesentlich höhere Organdosis als in anderen Organen. 131Iod verursacht an der Schilddrüse eine 5000-mal höhere Strahlenexposition als am Knochenmark oder an den Gonaden. Strontium dagegen wird wie Calcium im Knochen eingebaut und verursacht entsprechend eine hohe Organdosis im Knochenmark.

### Biologische Halbwertszeit
Bei inkorporierten Radionukliden spielt für die Giftigkeit neben der Strahlungsmenge und -art auch die Geschwindigkeit, mit der die Substanz aus dem Körper entfernt wird, eine wichtige Rolle. Unter der biologischen Halbwertzeit versteht man den Zeitraum, nach dem die Anfangsmenge der Substanz im Körper halbiert ist. Im Unterschied dazu bezeichnet die radioaktive Halbwertszeit die Zeit, in der die Hälfte der Menge eines Radionuklids zerfallen ist. Aus biologischer und physikalischer Halbwertszeit errechnet sich die effektive Halbwertszeit.

### Weitere Faktoren
Das Alter des betroffenen Individuums spielt eine Rolle. Die Gewebe von Kindern und insbesondere von Feten gelten als besonders strahlenempfindlich, weil sie eine höhere Proliferationsrate aufweisen.
Verschiedene Spezies haben verschiedene Strahlenempfindlichkeiten. Daher lassen sich tierexperimentelle Ergebnisse zur Radiotoxizität nur eingeschränkt auf den Menschen übertragen. Vögel und wechselwarme Tiere sind im Vergleich zu Säugetieren besonders wenig strahlenempfindlich. Als strahlenunempfindlichstes Lebewesen überhaupt gilt das Bakterium Deinococcus radiodurans.

## Einteilung
Bei der Ermittlung der Radiotoxizität eines Nuklids werden die verschiedenen möglichen Schädigungen gewichtet berücksichtigt. Nach Schädigungsgrad wird die Radiotoxizität von Nukliden in vier Gruppen eingeteilt:
1. Gruppe: Radionuklide mit sehr hoher Toxizität, z. B. 210Pb, 226Ra. Blei 210 ist ein Betastrahler mit einer Halbwertszeit von 22 Jahren, Radium 226 ein Alphastrahler mit einer Halbwertszeit von 1602 Jahren.
2. Gruppe: Radionuklide mit hoher Toxizität, z. B. 124I, 224Ra. Iod 124 hat eine Halbwertszeit von ca. 4 Tagen und ist ein Positronenstrahler (β+-Zerfall), Radium 224 ist ein Alphastrahler mit einer Halbwertszeit von 3,6 Tagen.
3. Gruppe: Radionuklide mit mittlerer Toxizität, z. B. 14C, 18F. Beides Betastrahler: Kohlenstoff 14 β−, Fluor 18 β+.
4. Gruppe: Radionuklide mit niedriger Toxizität, z. B. 125I, 99mTc. Iod und Technetium sind Gammastrahler niedriger Energie, die gut abschirmbar sind.